# Vysoké nad Jizerou
Vysoké nad Jizerou (německy Hochstadt an der Iser, nářečně též Větrou) je město v okrese Semily v Libereckém kraji. Včetně částí Helkovice, Horní Tříč, Sklenařice a Stará Ves ve městě žije přibližně 1 300 obyvatel.

## Název
Název města je odvozen od jeho polohy ve velké nadmořské výšce. V písemných pramenech se objevuje ve tvarech: Wyssoka (1352 – okolo roku 1405), Alta ciuitate (1354), Wyssoke (1382), Wissoke (1394), Wissoka (1383), Wyssoka (1395), „de Wyssoky“ (1398), Wyssoka (1424), z Vysokého (1539), Wysoky (1634, 1654), Wisoky (1683), Wysoka (1705), Hochstadt nebo Wysoky Miestecz a Wysoka (1786), Hochstadt nebo Wisoky a Wisokey (1834), Vysoké a Hochstadt (1848) a od roku 1912 úředně Vysoké nad Jizerou. Používal se také lidový tvar Vysokej.

## Historie
První písemná zmínka o Vysokém pochází z roku 1352. Ve čtrnáctém století sídlo patřilo rodu Valdštejnů.
Roku 1842 město Wysoký (Stadt Hochstadt) leželo v Čechách v Boleslavském kraji.

## Pamětihodnosti

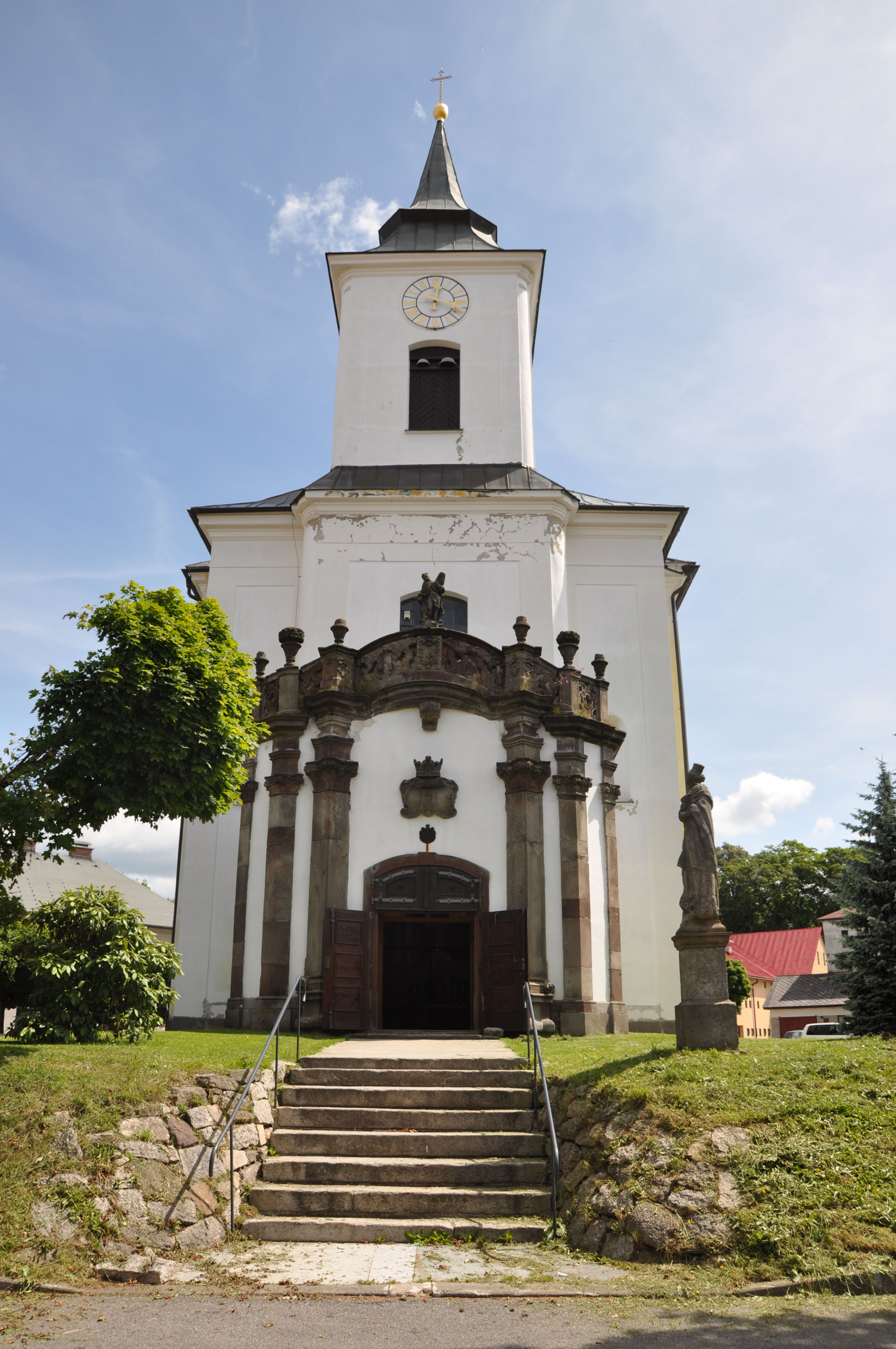
Kostel svaté Kateřiny Alexandrijské ve Vysokém nad Jizerou

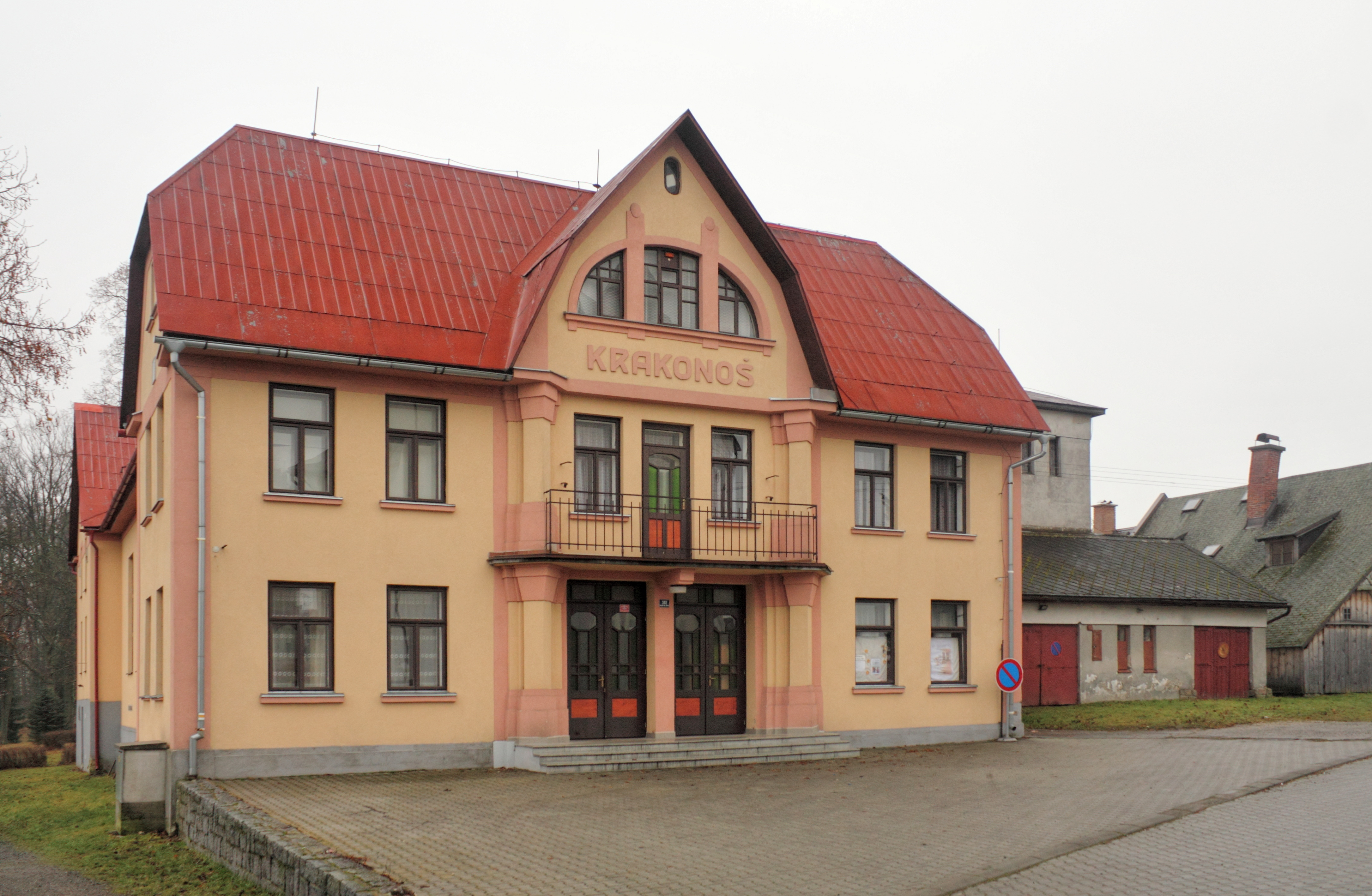
Divadlo Krakonoš ve Vysokém nad Jizerou

- římskokatolický farní kostel svaté Kateřiny Alexandrijské s gotickou madonou
- Sbor Karla Farského čp. 303 s bytem pro faráře Církve československé husitské a pamětní síní
- rodný dům Karla Kramáře čp. 10 se státníkovou bustou od Františka Vladimíra Foita
- školy
- vysocká vila Karla Kramáře, užívaná z větší části hotelem Kramářův zámek – hotel Větrov[6] a z menší části apartmánem Zámeček[7]
- Vysocká bouda, dílo významného architekta Karla Lhoty, někdejší ubytovací zařízení pro turisty čp. 23
- díla lidového sochařství
- hřbitovy se hroby významných osobností, funerální plastika (Sucharda, hrob obchodníka v Jilemnici Josefa B. Šmída (1878-1927) s symbolem spiritismu složeným z růže, kříže, hvězdy a lotosu, hrob Jaroslava Skrbka a jeho ženy, hrobka rodičů JUDr. Karla Kramáře)
- zřícenina hradu Nístějka
- Dykova skála, v lesích houbařsky oblíbených básníkem Viktorem Dykem s kamenem z Mumlavy s vytesaným nápisem na jeho památku
- park básníků (městské sady) s pomníky Karla Havlíčka Borovského (sochař Josef Strachovský), Antonína Sovy, Viktora Dyka a secesním altánem s plastickou mapou Krkonoš
- Márinkův kříž, místo s nejkrásnějším výhledem na panorama Krkonoš
- památník táborů lidu („meetinků“) konaných roku 1868 na Petruškových vrších
- památníky padlým v I. a II. světové válce
- budova divadla Krakonoš s prvky kubismu

## Osobnosti
- Jan Petruška (1762–1819), zdejší podučitel a písmák, zakladatel nejstaršího českého ochotnického souboru v českých zemích
- František Blažej Kramář (1821–1866), lékárník a starosta v Přerově
- Karel Kramář (1860–1937), politik, první řádný československý ministerský předseda
- Vincenc Kramář (1877–1960), historik umění, teoretik kubismu a sběratel
- Josef Frydrych (1880–1966), správce statku Augusta Hemerky (1842–1911) – šlechtice za Stanmíru ve Slaném, statků Jana II. z Lichtenštejna a velkostatkář v Žarošicích
- Karla Pfeiferová (1886–1969), československá senátorka
- Zdeněk Rón (1889–1948), prozaik, dramatik a básník nejen Podkrkonoší
- Jaroslav Skrbek (1888–1954), ponikelský rodák grafik a malíř, žák Maxe Švabinského
- Antonín Bartoň ml. (1908–1982), výrobce lyží, olympionik, československý reprezentant v lyžování
- Oldřich Vodseďálek (1910–1982), stanovský rodák, akademický malíř a ilustrátor (například ilustroval Blouznivce našich hor od Antala Staška ve vydání z roku 1940)
- Ladislav Vik (1923–2011), provinciál české salesiánské provincie a politický vězeň komunistického režimu
- Karel Dlabal (1927–2014), rodák ze Štolmíře, plastický chirurg, ředitel a primář vysockého Ústavu chirurgie ruky a plastické chirurgie